# میتسو موراتا
میتسو موراتا (انگلیسی: Mitsu Murata؛ زادهٔ ۱۸ اوت ۱۹۷۷) بازیگر، model اهل ژاپن است.